# Игараси, Сацуки
Сацуки Игараси (яп. いがらし 寒月 Igarashi Satsuki, род. 8 февраля 1969 г.) — мангака, член известного коллектива художниц CLAMP. Она отвечает за дизайн танкобонов (томов манги), ассистирует Цубаки Нэкои и Моконе, координирует действия с издателями, а также разрабатывает дизайн персонажей. Игараси была дизайнером персонажей в манге Chobits и рисовала карандашную основу для Tsubasa: Reservoir Chronicle.
Она сменила имя с 五十嵐さつき на いがらし寒月: ранее фамилия писалась иероглифами, а имя хираганой, теперь наоборот, но произносятся они одинаково: Игараси Сацуки.